# Thesouro de Nobreza
«Thesouro de Nobreza» (Шляхетський скарб) — португальський рукописний гербовник. Упорядкований 1675 року Франсішку Коелю за правління короля Афонсу VI. Складається з 79 пергаментних і паперових аркушів, розміром 480×350 мм. Один із найцінніших португальських гербовників поряд із «Livro do Armeiro-Mor» (1509) і «Livro da Nobreza e Perfeiçam das Armas» (1521—1541). Пам'ятка португальської художньої мініатюри ранньомодерного часу. Містить герби біблійних племен Ізраїля, дев'яти достойників, Римської імперії, різних королівств світу, перів Франції, курфюрстів Священної Римської імперії, католицьких чернечих орденів, міст та містечка Португалії, португальських колоній; королів, королев, герцогів, маркізів, графів Португалії, а також різних португальських родів. Зберігається в Національному архіві Португалії, в Лісабоні (Casa Real, Cartório da Nobreza, liv. 21). Опублікований 1990 року. Доступний в оцифрованому вигляді в інтернеті. Повна назва — «Зібрання гербів королів, титулів, і всіх шляхетних родин Португальського королівства під назвою Шляхетський скарб» (ісп. Tombo das Armas dos Reys e Titulares e de todas as Familias Nobres do Reyno de Portugal intitulado com o Nome de Thesouro de Nobreza).

## Галерея

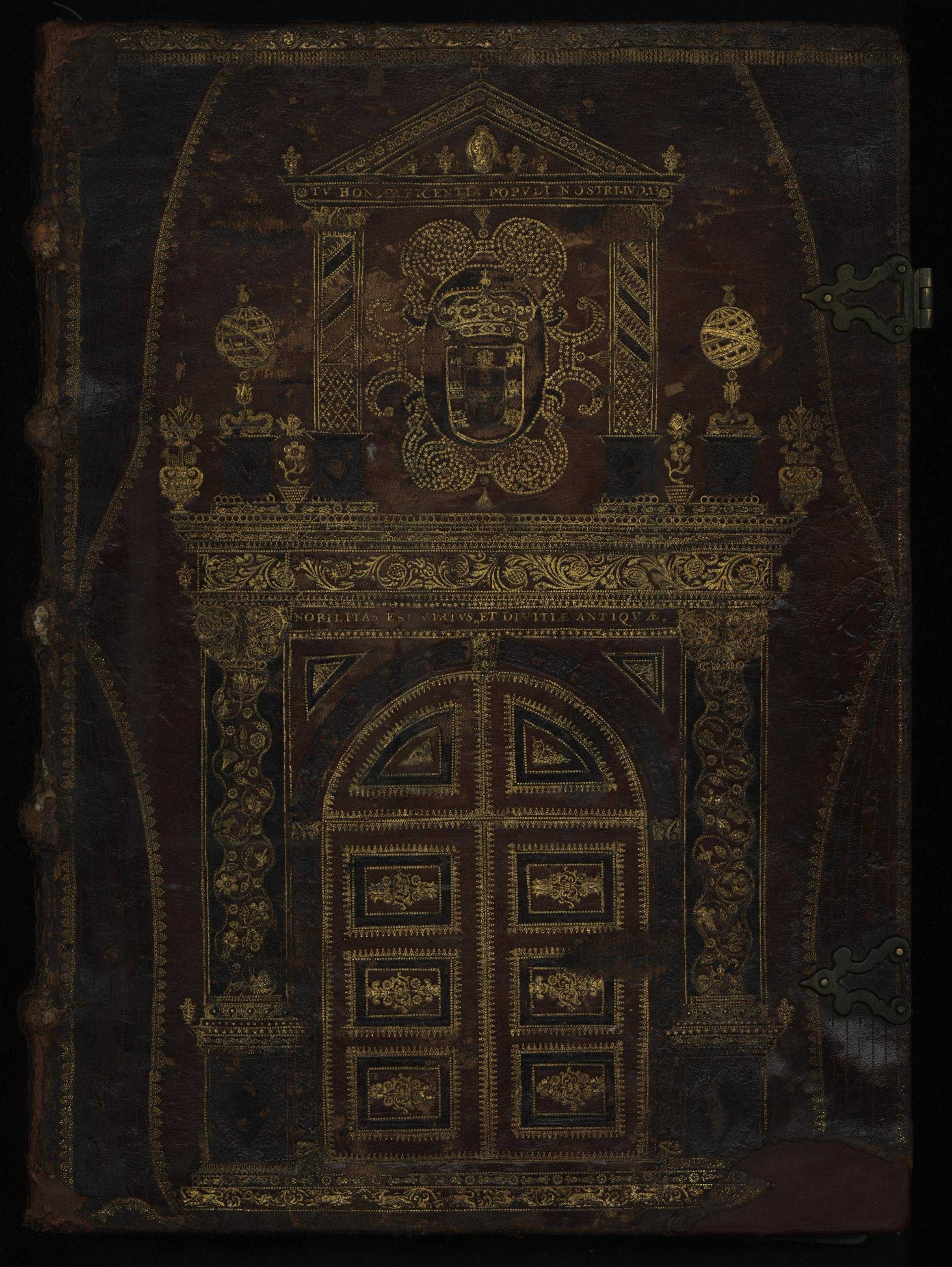
Обкладинка
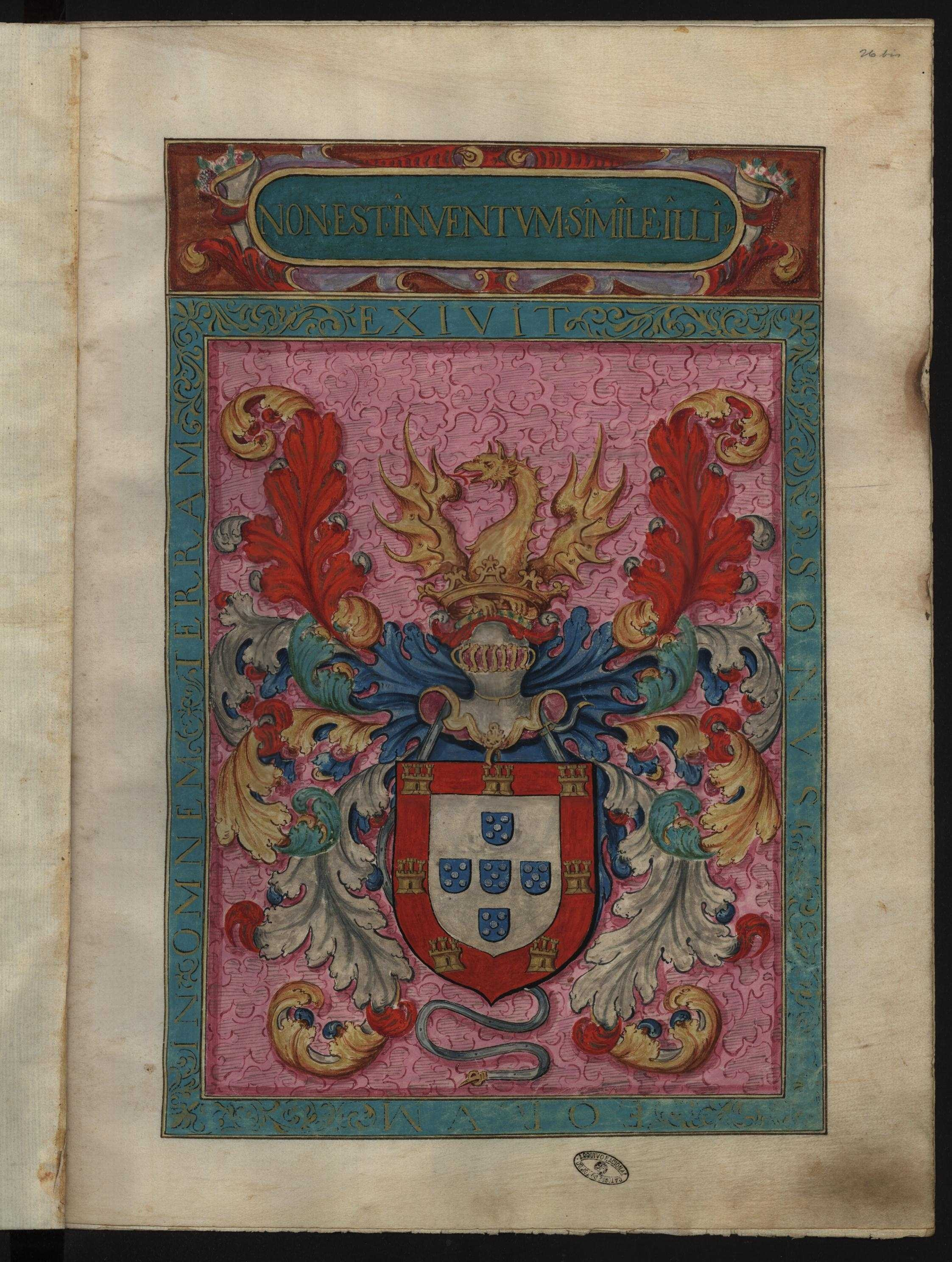
Португалія
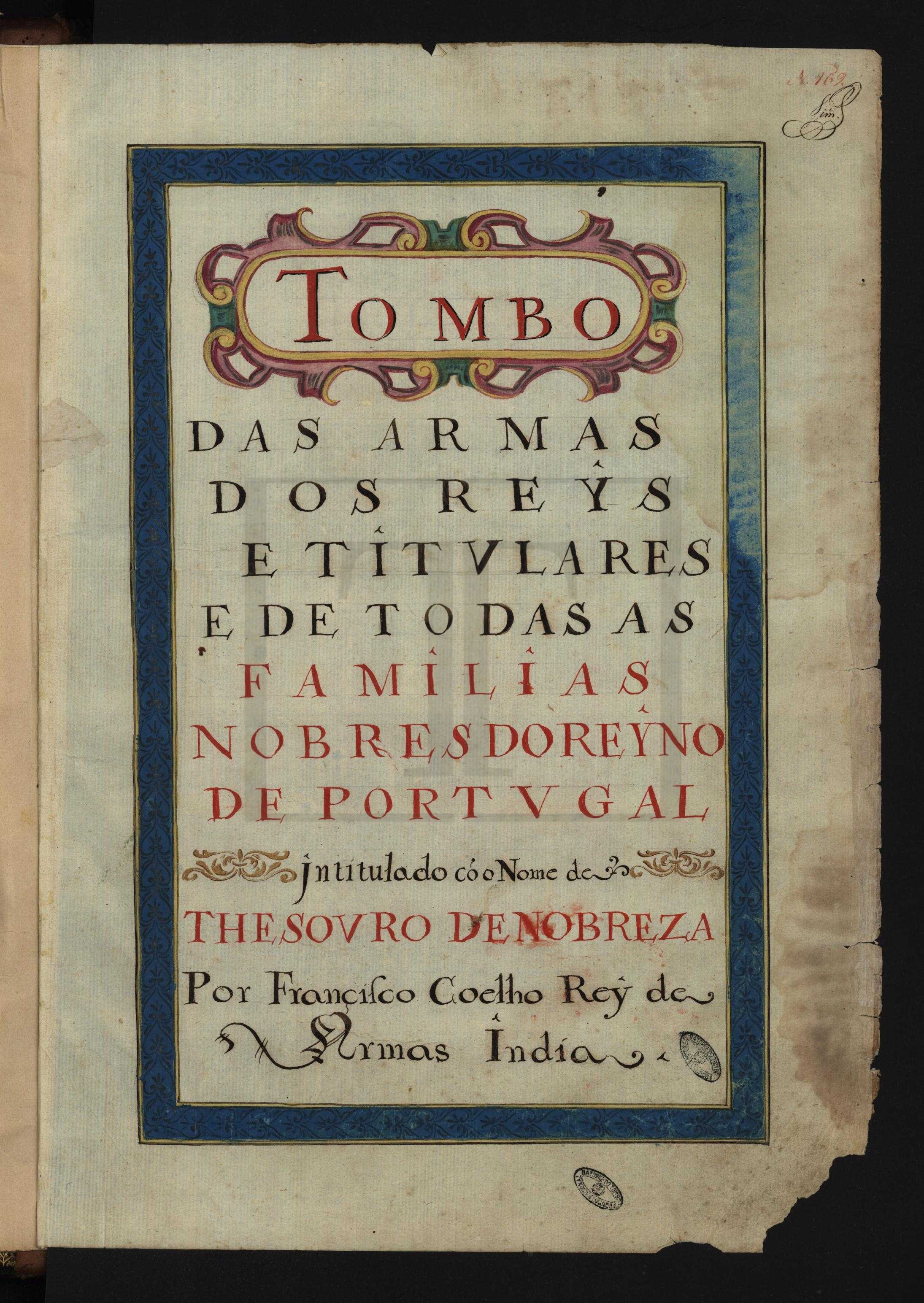
Назва
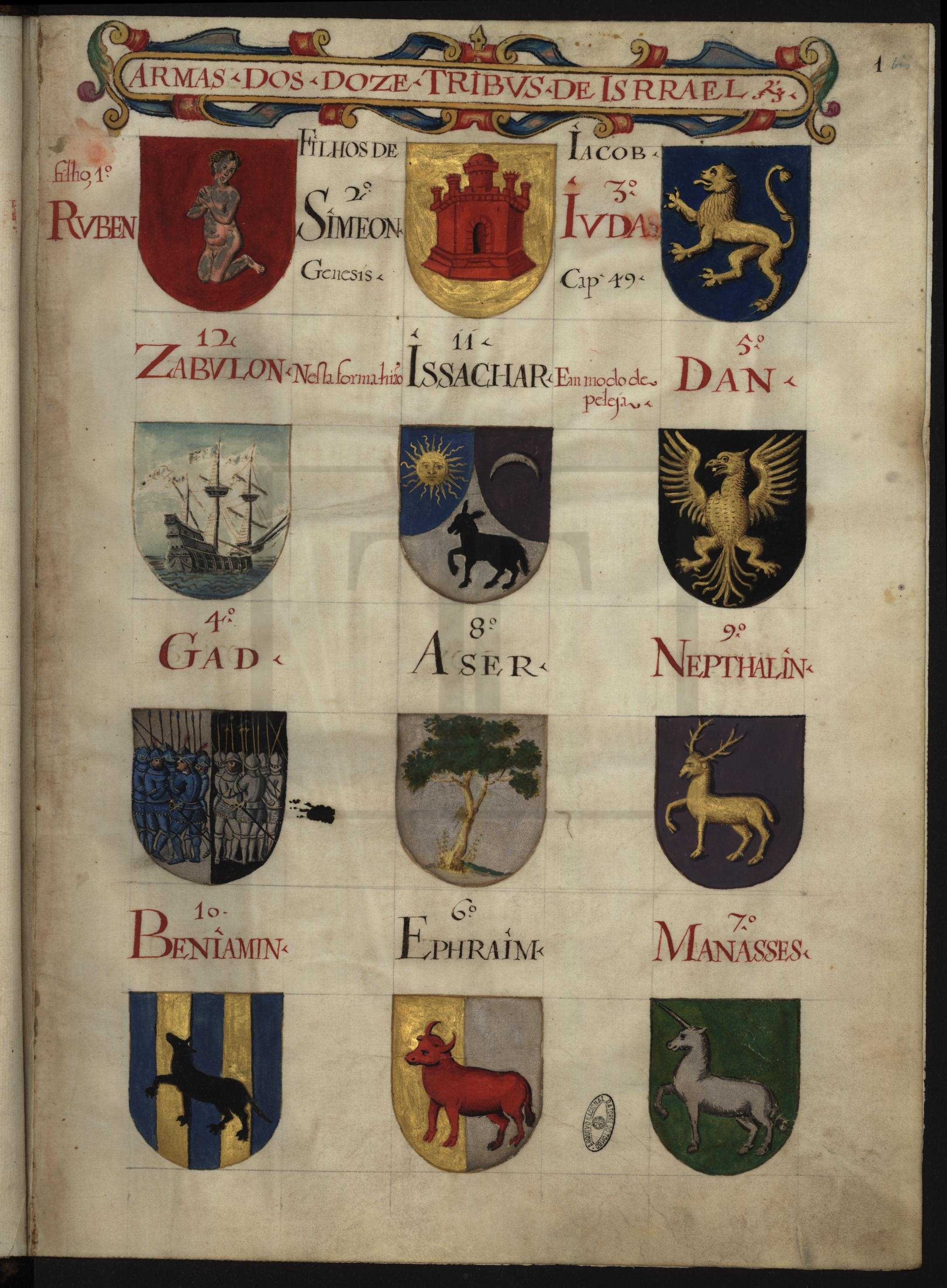
Ізраїльські племена
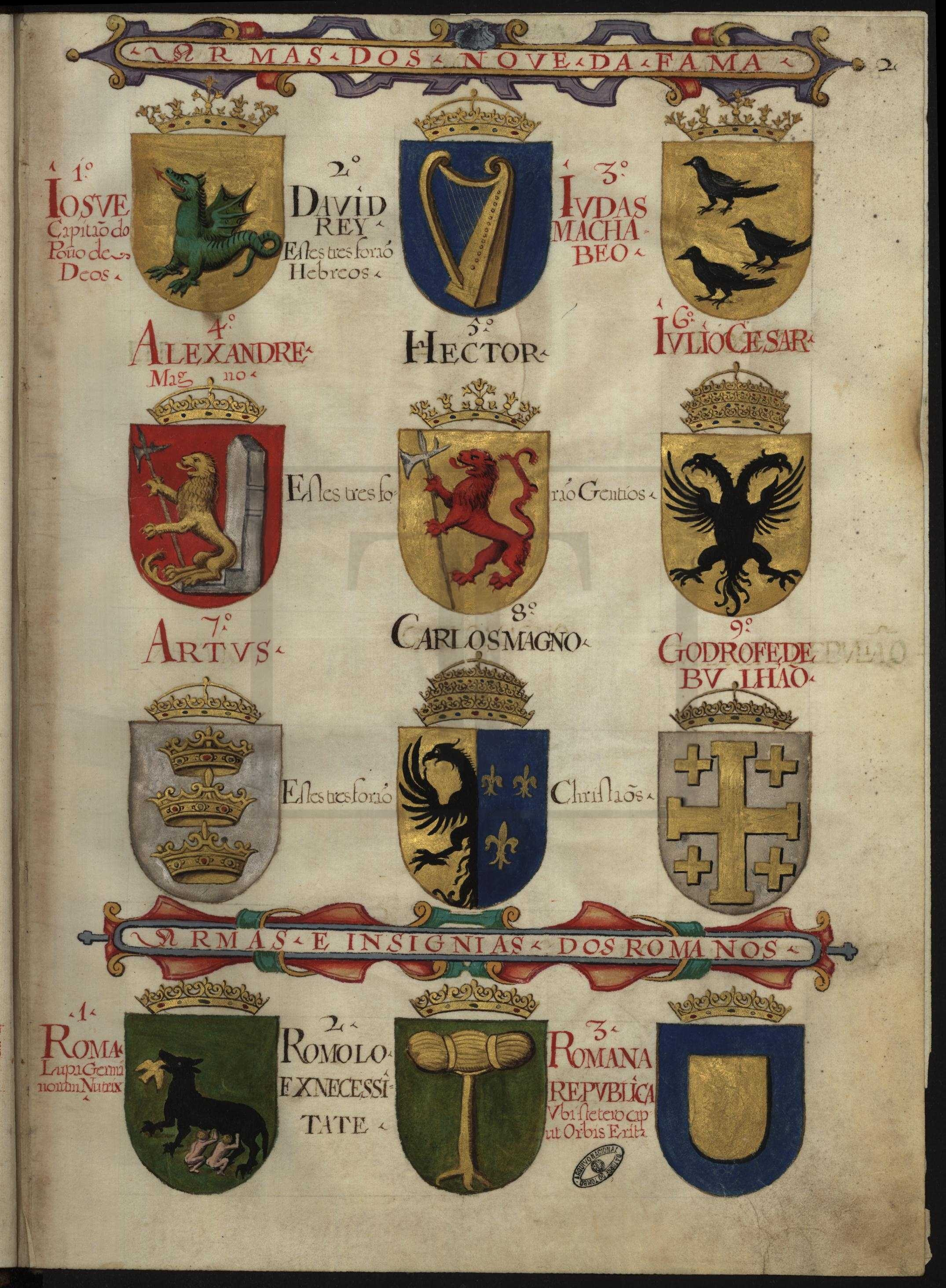
Дев'ять достойників
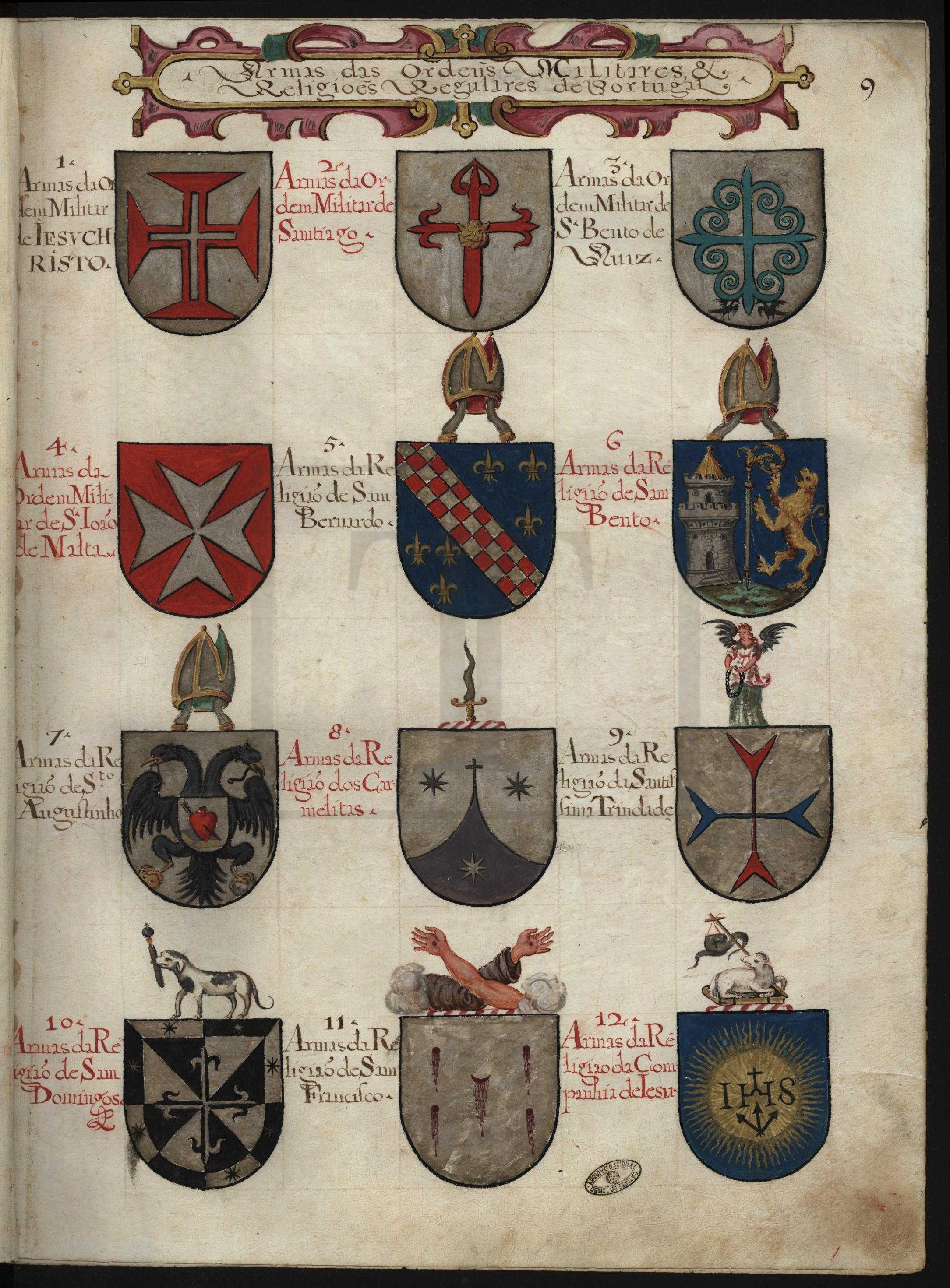
Ордени
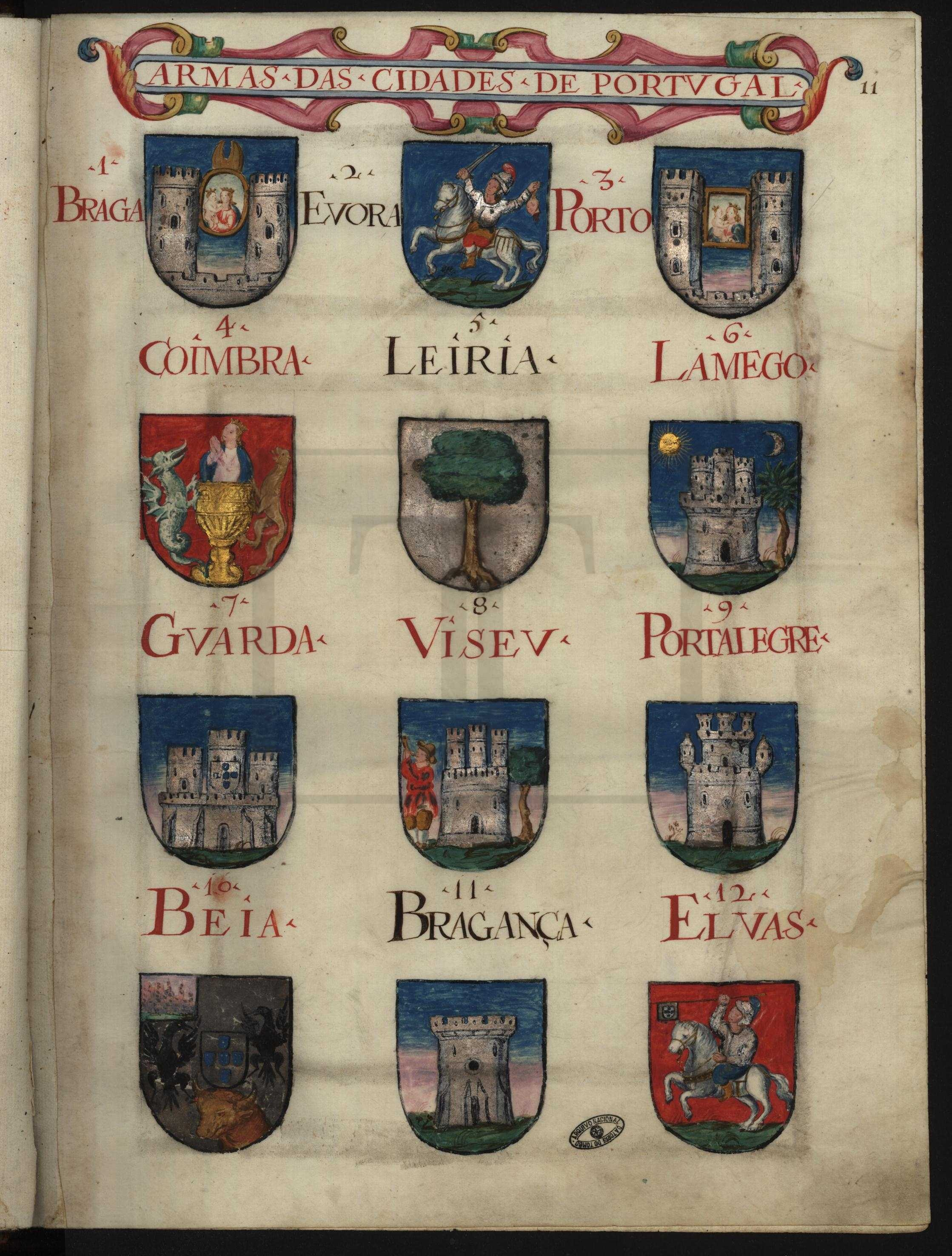
Міста
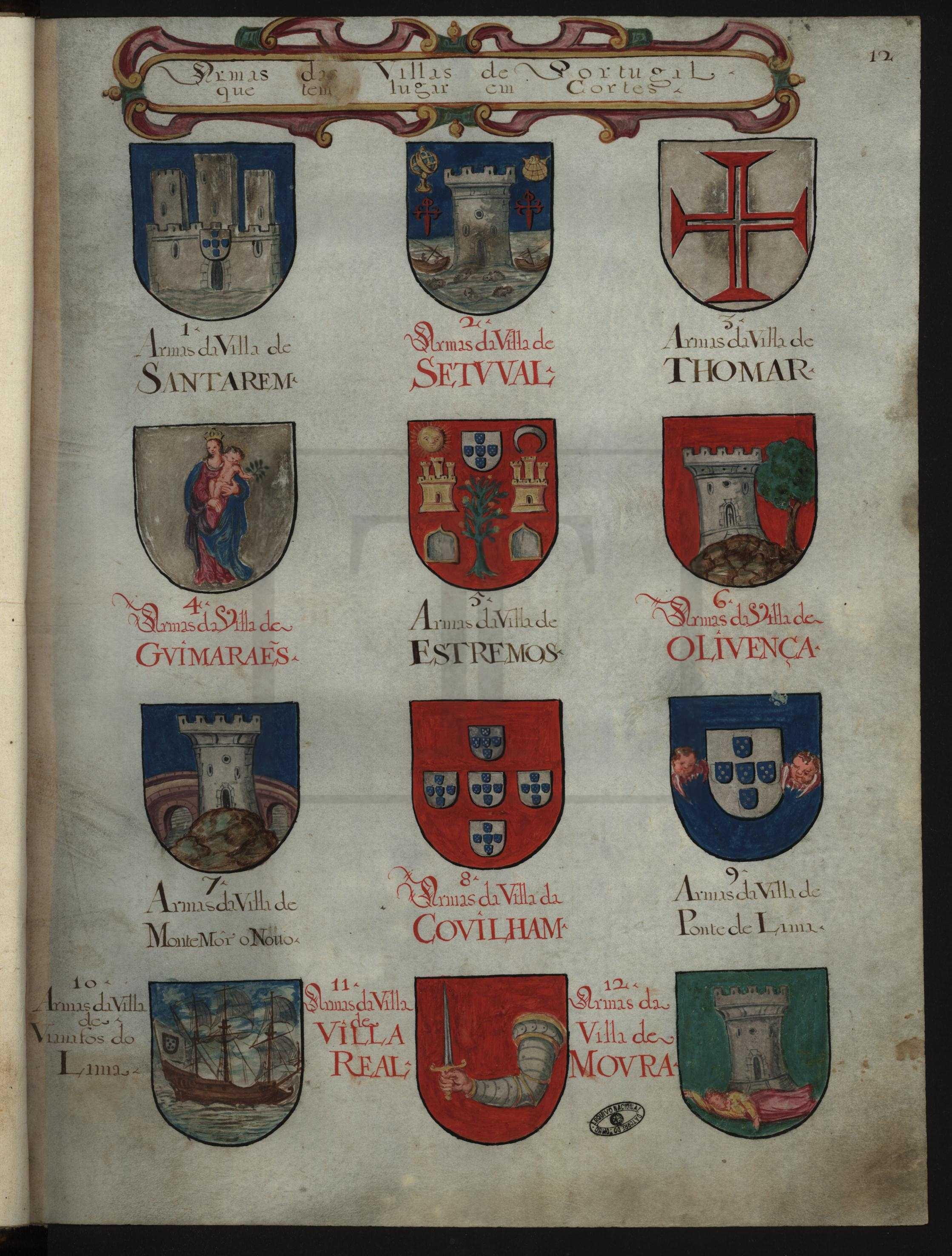
Містечка
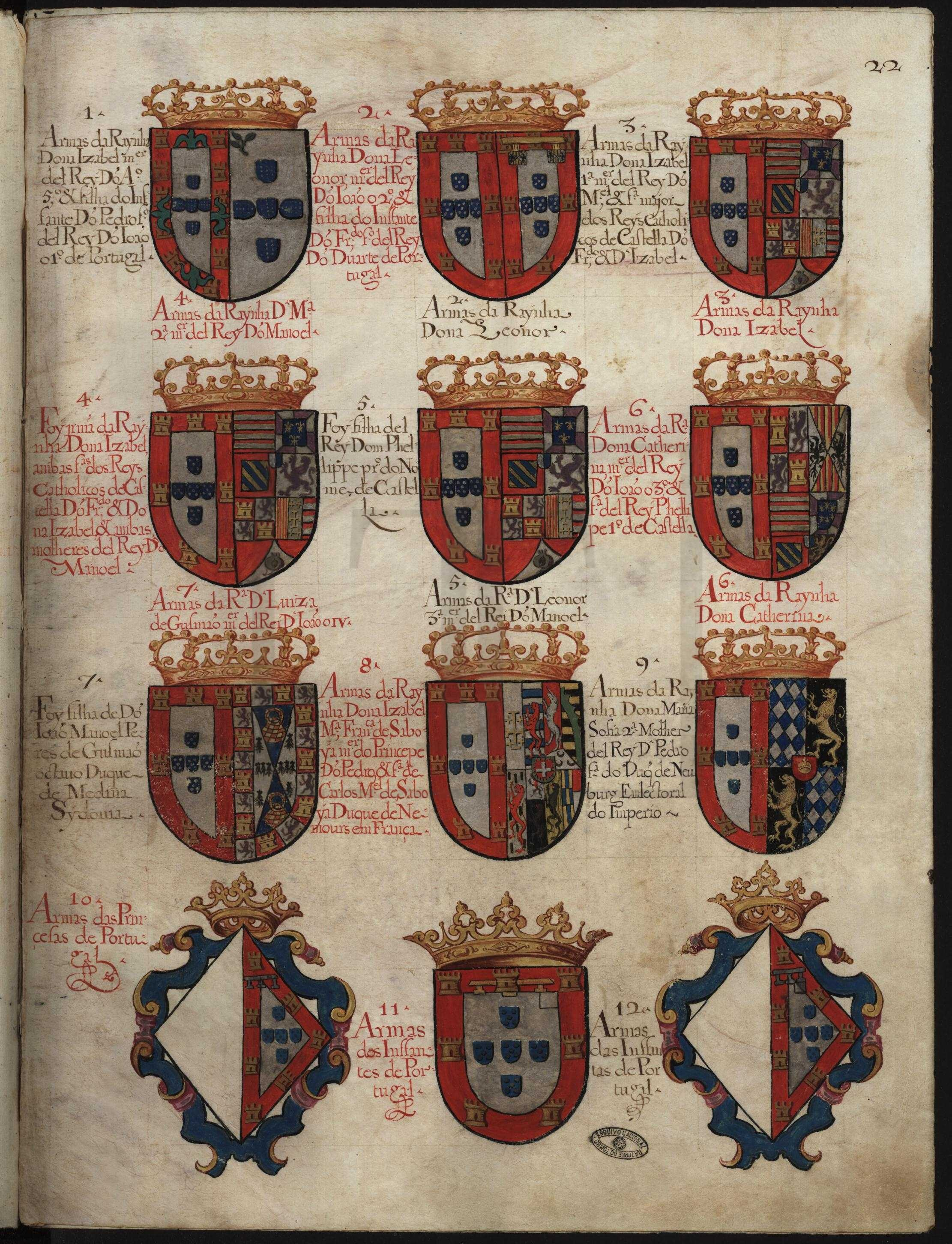
Королеви
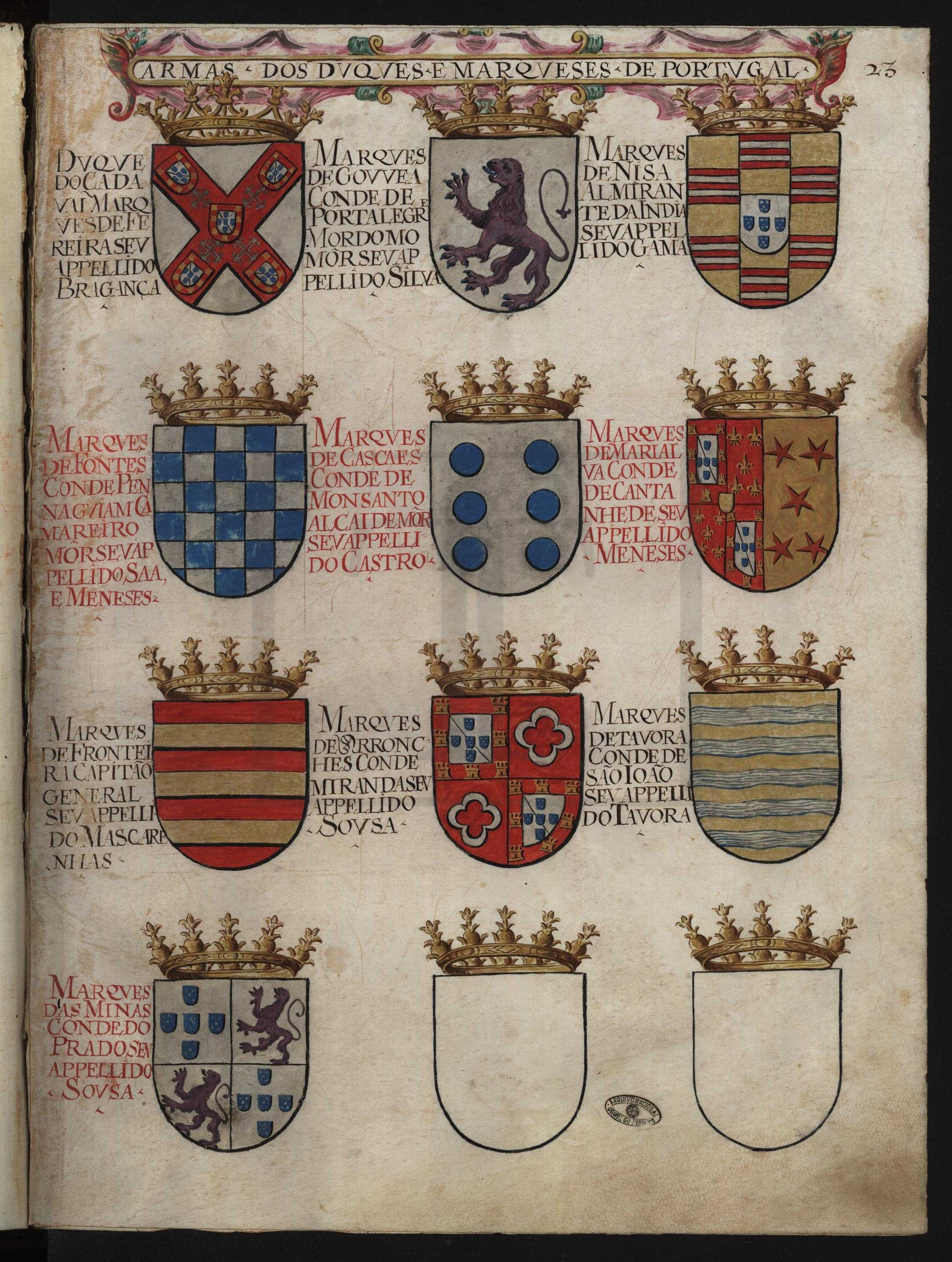
Герцоги і маркізи
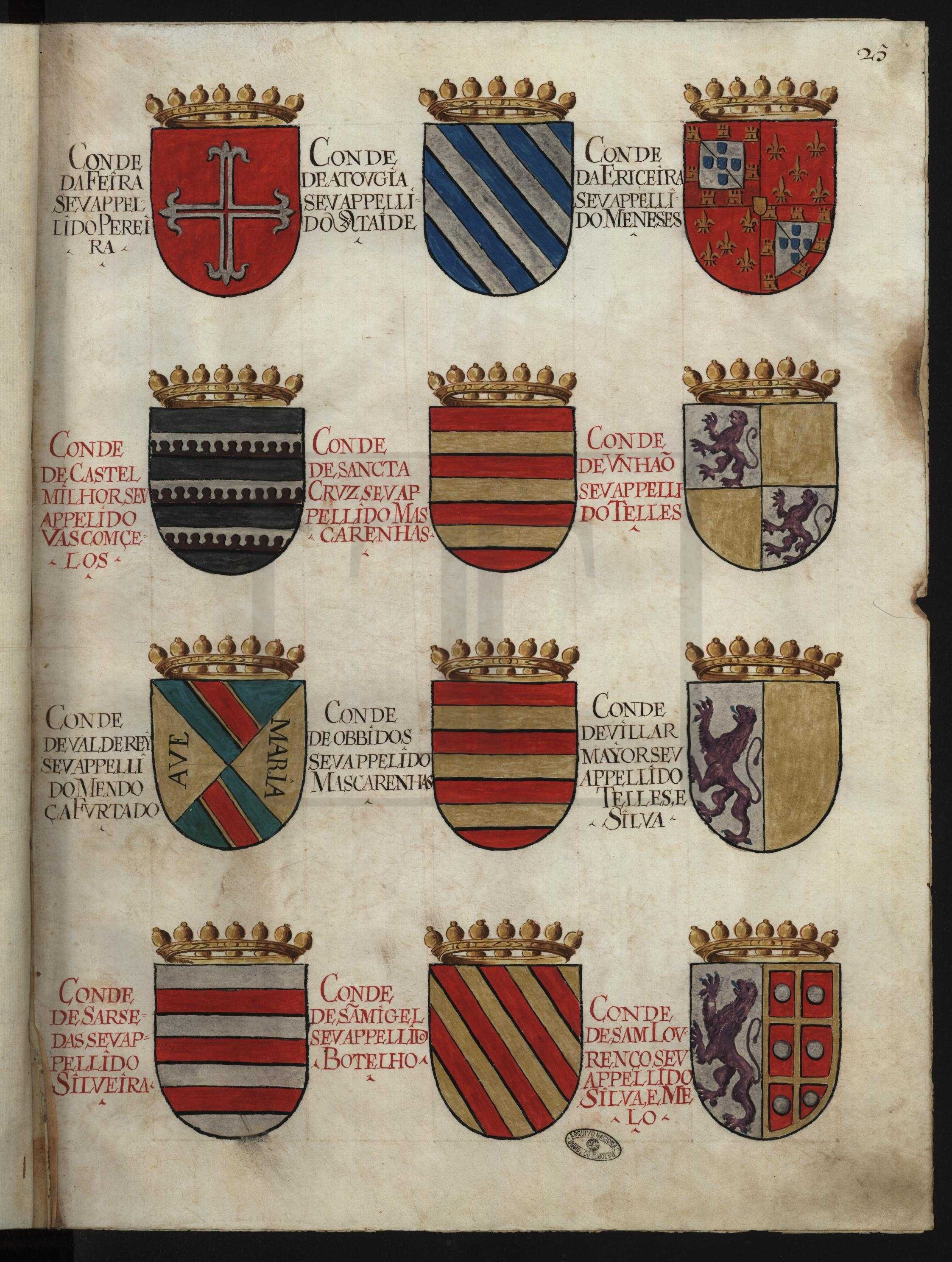
Графи (1)
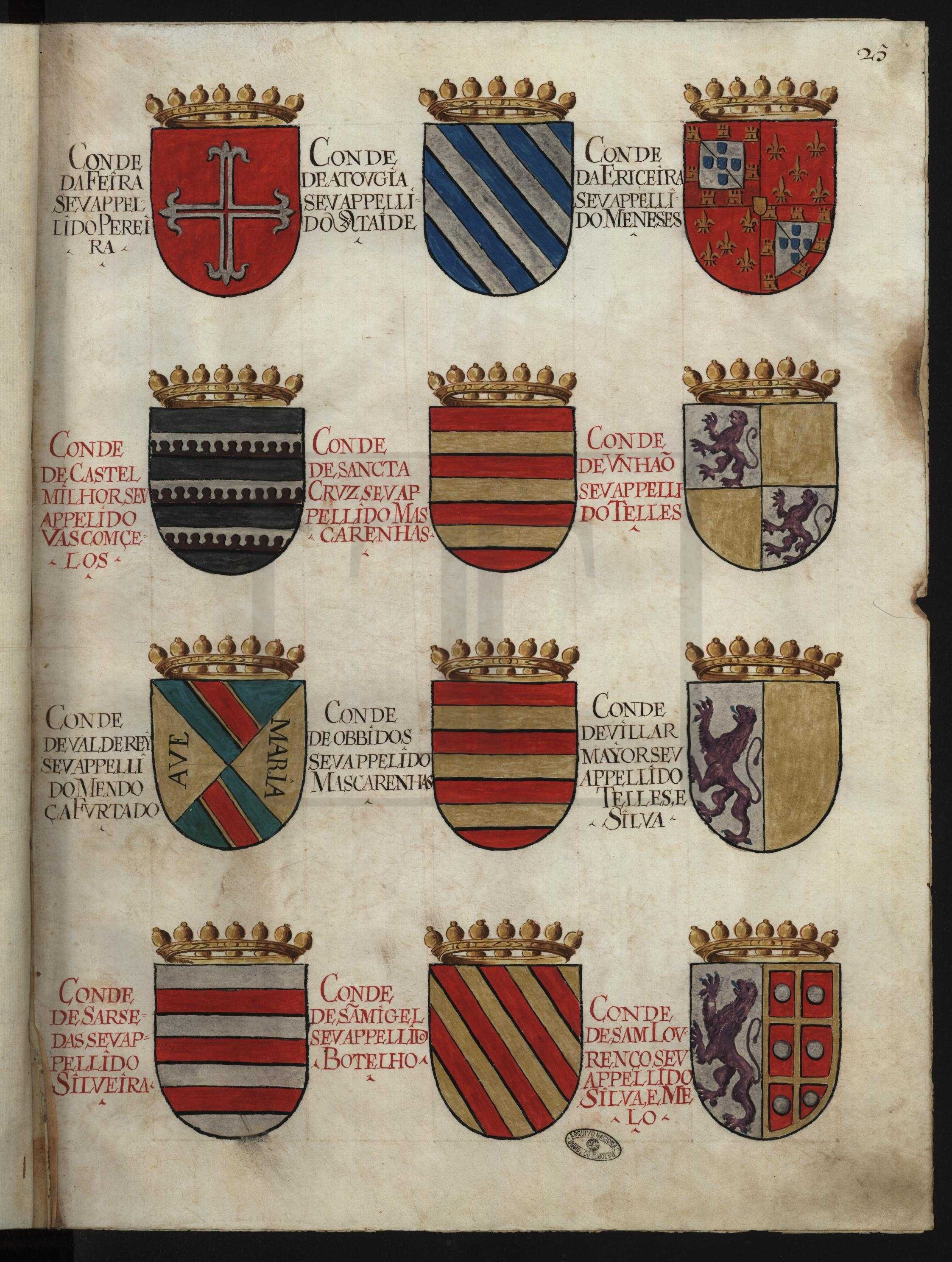
Графи (2)
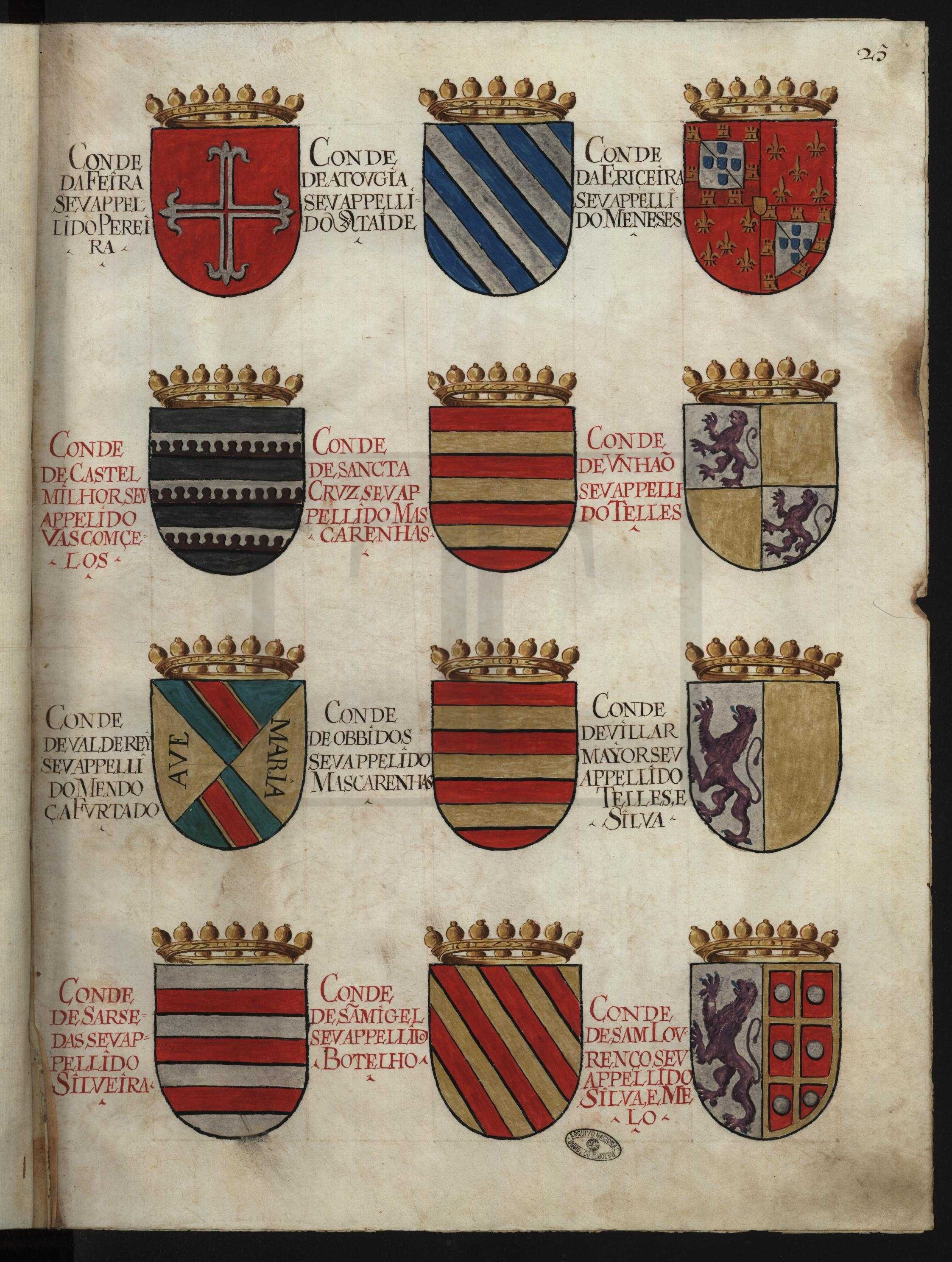
Графи (3)
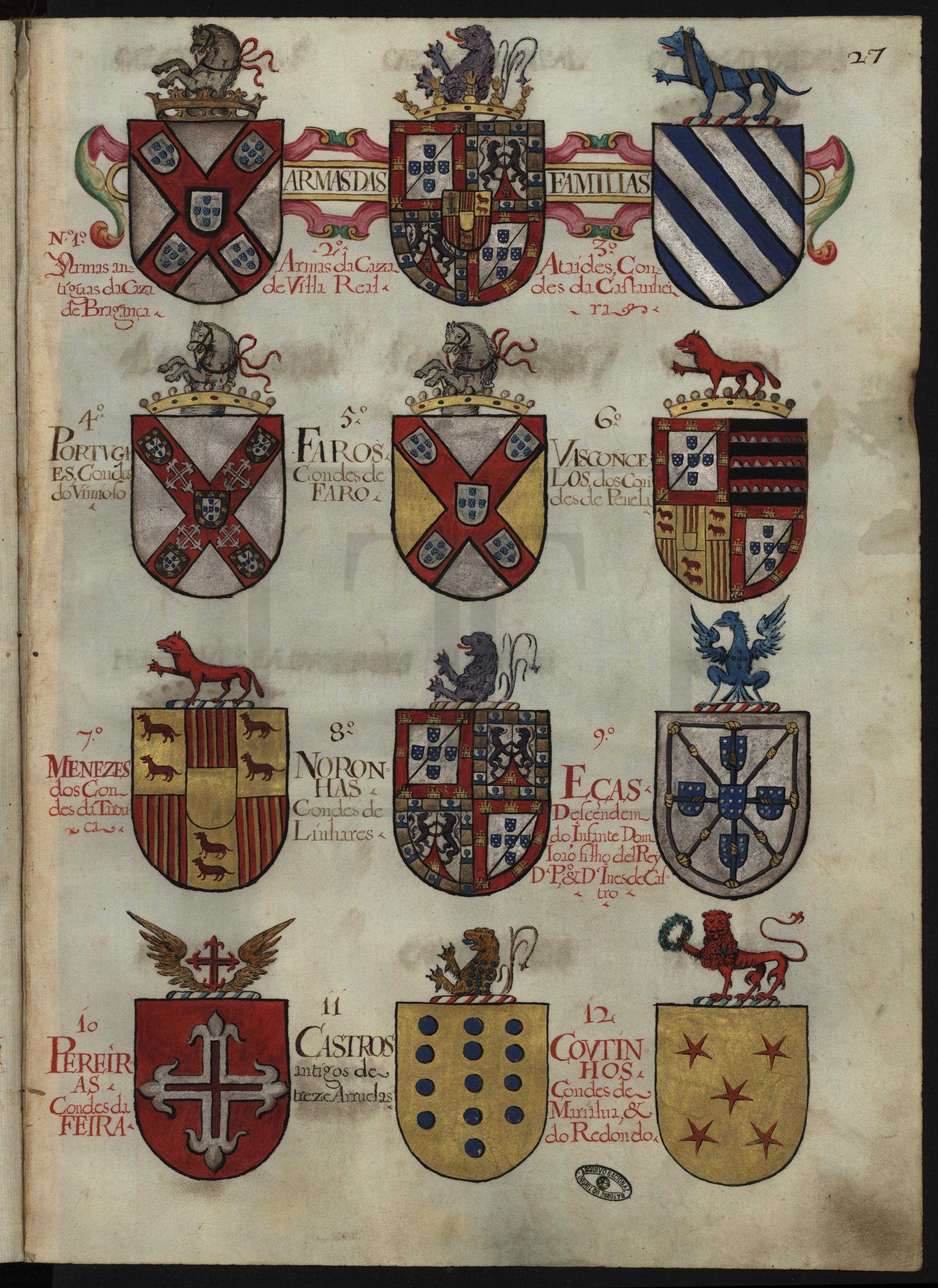
Шляхта
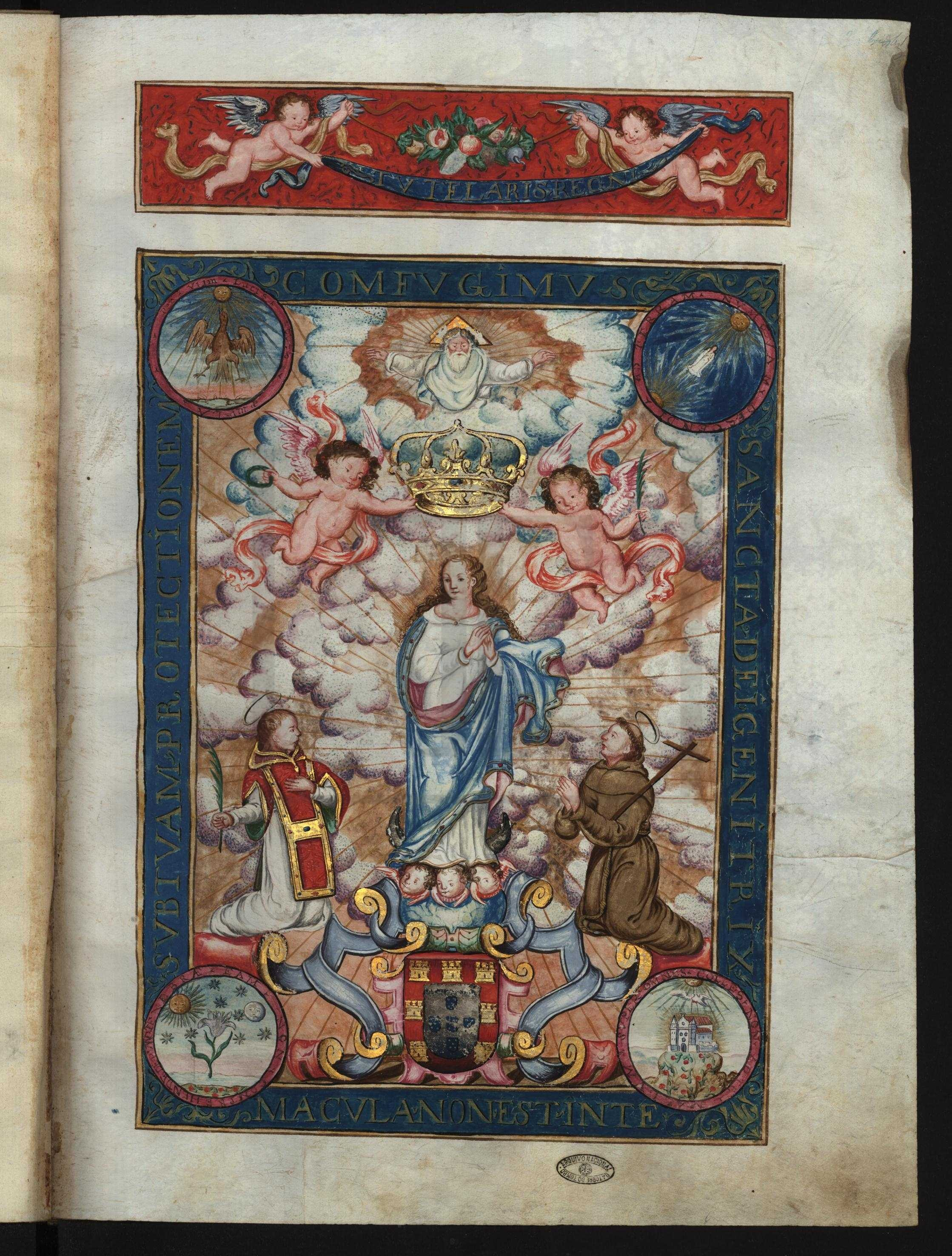
Діва Марія

## Зміст

### Дванадцять племен Ізраїля

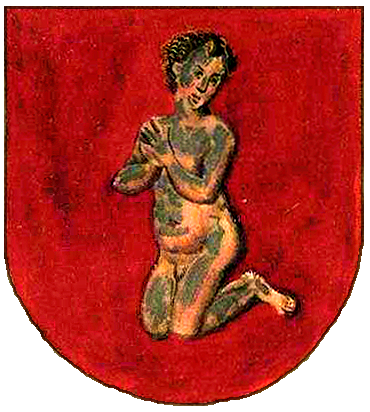
Рувим
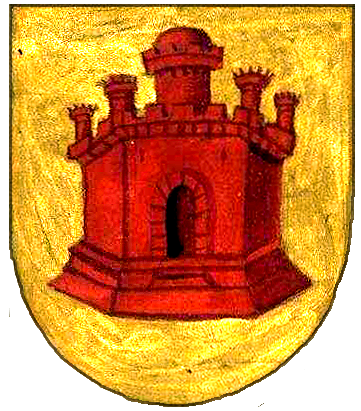
Симеон
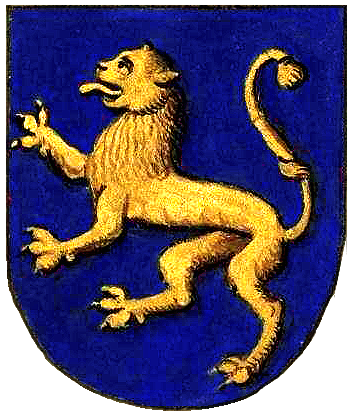
Юда
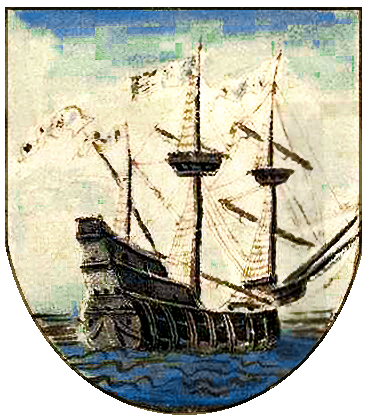
Завулон
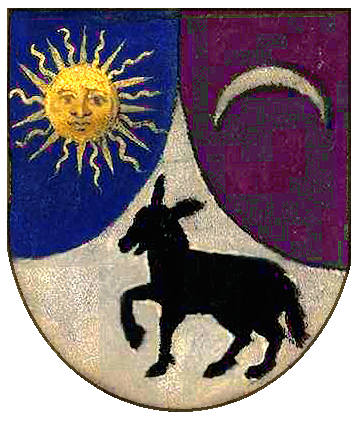
Ісахар
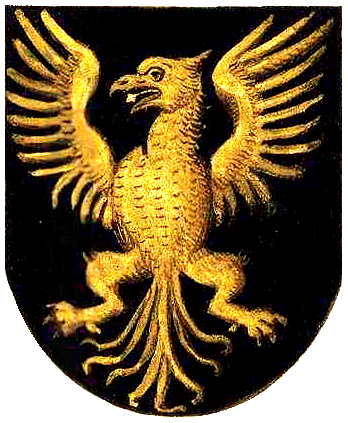
Дан
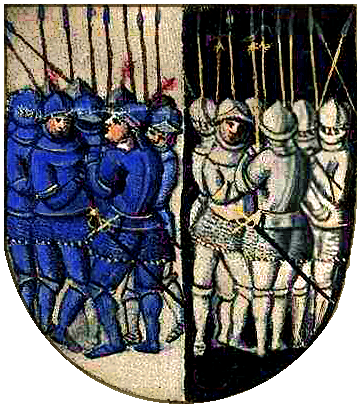
Гад
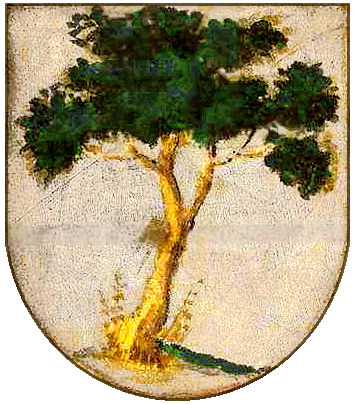
Ашер
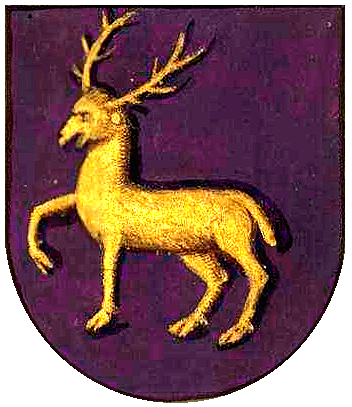
Нефталім
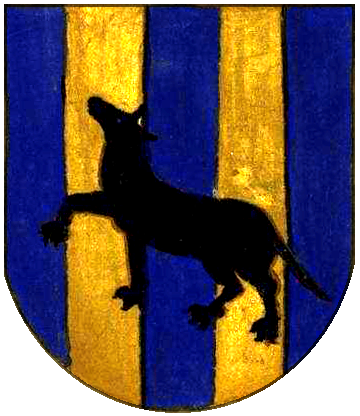
Веніямин
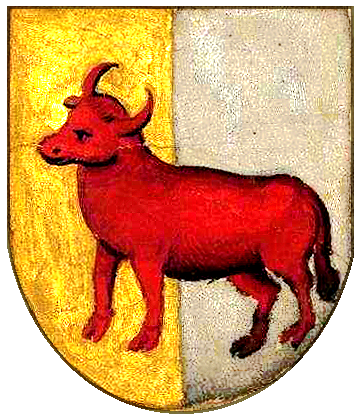
Єфрем
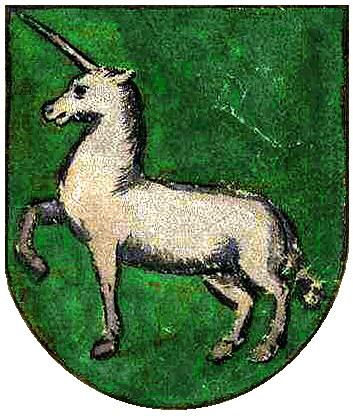
(Манасія

### Герби різних королівств

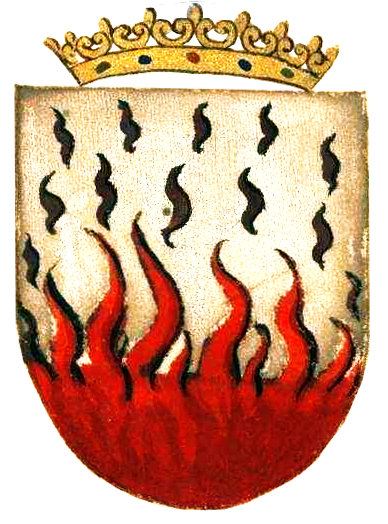
Скіфія
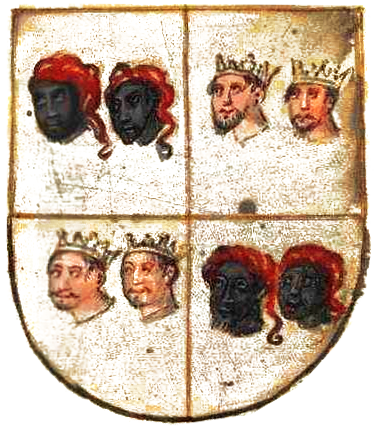
Алгарве

### Міста Португалії

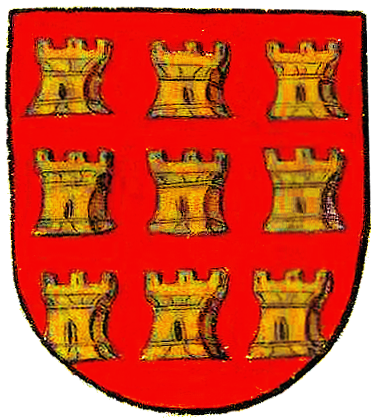
Алгарве
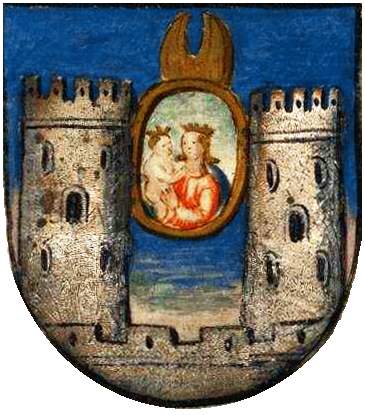
Брага
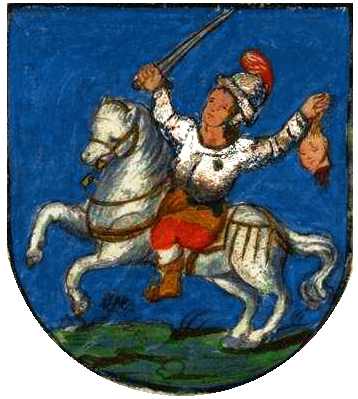
Евора
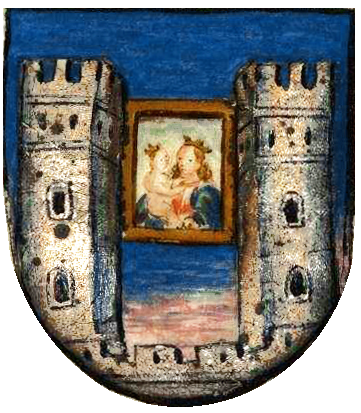
Порту
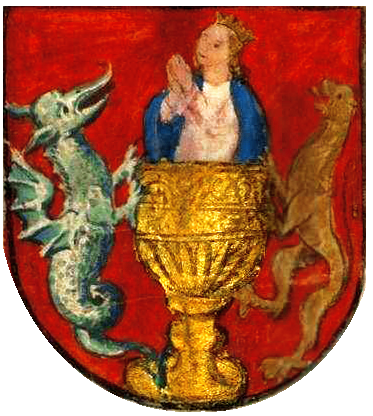
Коїмбра
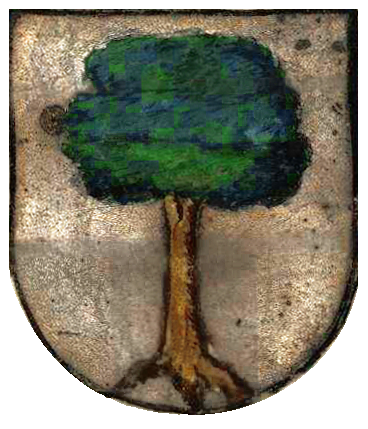
Лейрія
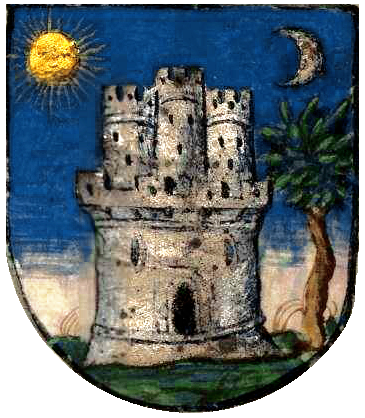
Ламегу
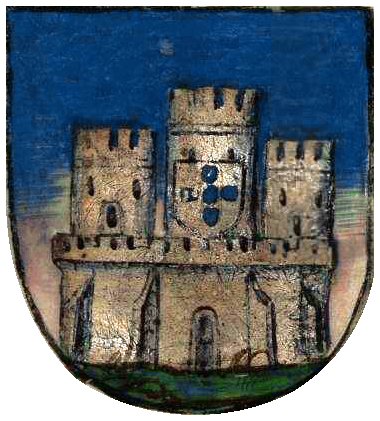
Гуарда
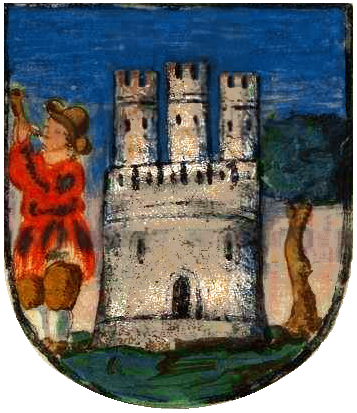
Візеу
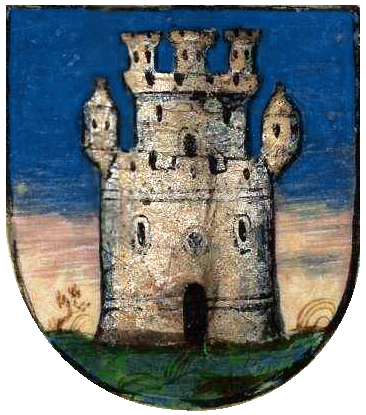
Порталегре
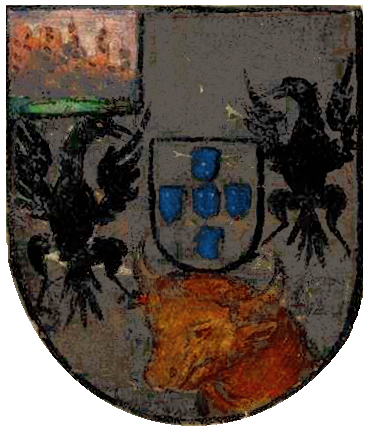
Бежа
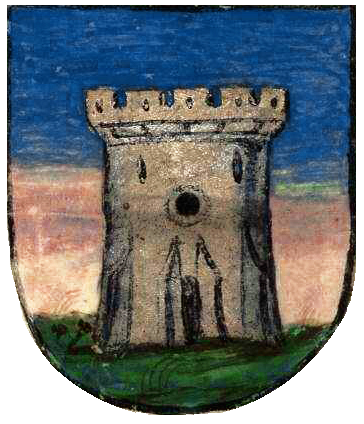
Браганса
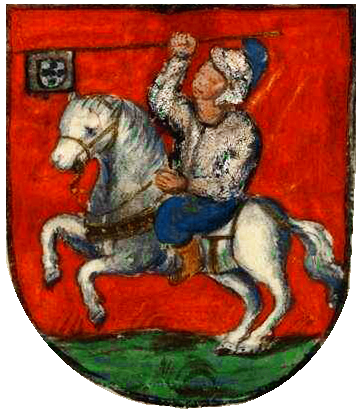
Елваш